# Tephritis obscuricornis
Tephritis obscuricornis är en tvåvingeart som beskrevs av Camillo Rondani 1871. Tephritis obscuricornis ingår i släktet Tephritis och familjen borrflugor.
Artens utbredningsområde är Italien. Inga underarter finns listade i Catalogue of Life.